# М. Андерсон (лунный кратер)
Кратер М. Андерсон (лат. M. Anderson), в каталоге "Номенклатурный ряд названий лунного рельефа"  - кратер Андерсон,  не следует путать с кратером Андерсон и кратером Андерссон, — небольшой ударный кратер в южном полушарии обратной стороны Луны. Название присвоено в честь американского астронавта Майкла Филлипа Андерсона (1959—2003) погибшего в катастрофе космического корабля «Колумбия» и утверждено Международным астрономическим союзом в 2006 г. 

## Описание кратера
Кратер М. Андерсон находится в юго-восточной части гигантского кратера Аполлон. Другими ближайшими соседями кратера являются кратер Чаффи на западе-северо-западе; кратер Борман на северо-востоке; кратер Хасбанд на востоке-северо-востоке; кратер Рамон на востоке; кратер Чавла на востоке-юго-востоке и кратер Л. Кларк на юго-востоке. Селенографические координаты центра кратера 41°13′ ю. ш. 148°59′ з. д. / 41,21° ю. ш. 148,99° з. д., диаметр 16,9 км, глубина 2,7 км.
Кратер М. Андерсон имеет сложную форму образованную вероятно объединением двух кратеров. Северная часть вала меньшего кратера отделяет более углубленные две трети чаши от возвышенной северной трети. Внутренний склон вала гладкий. 

## Сателлитные кратеры
Отсутствуют.

## См.также
- Список кратеров на Луне
- Лунный кратер
- Морфологический каталог кратеров Луны
- Планетная номенклатура
- Селенография
- Минералогия Луны
- Геология Луны
- Поздняя тяжёлая бомбардировка